# معركة طريق سبها
معركة طريق سبها أو معركة سبها هيَ نزاع دار في مدينة سبها الليبية وطريقها الصحراوي بين الثوار وكتائب العقيد معمر القذافي بدأ يوم 23 أغسطس ولا زالَ مستمراً حتى الآن. بدأت المعركة يوم 23 أغسطس باشتباكات خفيفة داخل مدينة سبها نفسها، ثمَّ بدأ الثوار بالزحف إليها من شمال ليبيا، وسُرعان ما بلغوها يوم 19 سبتمبر لكي تبدأ معركة داخل المدينة.

## المعركة

### بدايات اشتباكات سبها
في يوم الثلاثاء 23 أغسطس قامت كتائب القذافي بقصف مدينة سبها بالصواريخ لأسباب غير واضحة، فأسقطت 4 قتلى لم يُوثق ما إذا كانوا ثواراً مسلحين أم مجرد مدنيِّين. ولاحقاً نشبت اشتباكات خفيفة في يوم الخميس 25 أغسطس بين الكتائب ومسلَّحين مناهضين للقذافي بالمدينة. وتكرَّرت اشتباكات مشابهة يوم 27 أغسطس. ثمَّ بدأت في يوم الإثنين 29 أغسطس معركة عنيفة في المدينة بمنطقة «الرقضة»، فقامت كتائب القذافي بقصف المنطقة مستخدمة قاذفات الصواريخ، مما أدى إلى سُقوط 3 قتلى و10 جرحى بين الثوار. كما ادَّعى الثوار في اليوم ذاته أنهم أصبحوا يُسيطرون على معظم سبها.
وفي يوم الأحد 11 سبتمبر قالَ أحد أعضاء المجلس الوطني الانتقالي أن الوَضع الإنسانيَّ في سبها يَسوء باستمرار في ظلِ حصار تفرضه الكتائب عليها، وأنهم تلقُّوا منها استغاثات متكرِّرة، لكنهم لم يَجروا فيها بعدُ مفاوضات كالتي حدثت في مدينتي سرت وبني وليد، وذلك لأنهم لا يَجدون من يَتفاوضون معه بها.

### زحف الثوار نحوَ الجنوب
في يوم الأحد 11 سبتمبر نفسه أعلنَ الثوار أنهم «حرَّروا» مدينة الشويرف الوَاقعة على طريق فزان المُمتد بين سبها والعاصمة طرابلس، في ظلِّ أوَّل حراك على طريق سبها الصحراوي لانتزاعه من كتائب القذافي. كما سقطت في أيديهم لاحقاً مدينة هون وبلدة زلة الواقعتان على الطريق الصحراوي أيضاً. وفي يوم الخميس 14 سبتمبر كانَ حيَّا «المنشية» و«القرضة» في مدينة سبها لا يَزالان في أيدي الثوار، لكنهم قالوا أن المدينة كانت شبه مُحاصرة من قبل الكتائب، وأن أتباع القذافي يَقومون بمُهاجمتهم من الأحياء التي لا زالت في قبضة الكتائب. كما أعلن بعض قياديِّي الثوار في اليوم ذاته أنهم بدؤوا بحشد مئات المقاتلين في العاصمة لزحف نحوَ سبها و«تحريرها».

### اندلاع المعركة
في يوم الإثنين 19 سبتمبر وصلَ ثوار طرابلس والجبل الغربي وجبل نفوسة (بعدَ أيام من زحفهم عبرَ الصحراء الوَاسعة) إلى سبها أخيراً وانضمُّوا إلى ثوارها، وبدؤوا بذلك معاً المعركة لطرد الكتائب من المدينة. وبعدَ فترة من الاشتباكات تمكنوا من السيطرة على مناطق جوهرية في سبها، من أبرزها مطار سبها الدولي وقاعدة البيرق الجوية وحصن عسكريٌّ ومناطق «وادي الشاطئ» و«سكرة» و«المهدية» الوَاقعة في أنحاء متفرقة من المدينة. وبنهاية الاشتباكات كان الثوار قد تمكنوا أيضاً من أسر 17 مرتزقاً من كتائب القذافي، وغنموا منهم بعض العتاد والأسلحة. كما ألقيَ القبض أيضاً على العميد «بلقاسم الأبعج» رئيس المخابرات السابق في مدينة الكفرة خلال مُحاولته الهربَ من سبها إلى الجنوب.
وفي يوم الثلاثاء 20 سبتمبر وسَّعَ الثوار سيطرتهم أكثر المدينة، فاستولوا أيضاً على مقر «كتيبة الفارس» وشارع سبها الرئيسي الذي يَقسمها إلى نصفين. كما أفادت أنباءٌ بأن حوالي 300 مرتزق موالين للقذافي حاولوا الفرار من سبها خلال يوم الثلاثاء، فنصبَ لهم الثوار كيمناً وقتلوا وأصابوا وأسروا الكثير منهم، لكن معَ ذلك فلم تُؤكد مصادر أخرى الخبر لاحقاً ولم تُقدم أية تفاصيل إضافية.

### سُقوط سبها والجفرة
في يوم الأربعاء 21 سبتمبر دخلَ الثوار وسط سبها وأعلنوا سيطرتهم على مُعظم أجزاء المدينة باستثناء «حي المنشية» الذي كان لا زالَ يشهد بعض المُقاومة، كما أرسلت في الوَقت ذاته تعزيزات عسكرية وطبية إلى المدينة من طرابلس لمُساندتها في المعركة. وفي وقت لاحق من يوم الأربعاء أعلنَ مسؤولون في بنغازي سُقوط مدينة سبها بالكامل في أيدي الثوار والقضاء على آخر جيوب المُقاومة فيها.
وعلى جبهات طريق سبها الأخرى، أعلنَ الثوار في يوم الأربعاء أيضاً أنهم باتوا يُسيطرون على 70% من منطقة الجفرة الاستراتيجية الوَاقعة في قلب الصحراء الليبية. كما دخلوا أيضاً مدينة هون في وسط البلاد، لكنهم سُرعان ما تعرَّضوا لقصف عنيف من طرف كتائب القذافي المُتمركزة في «بلدة سكونة» (التي تبعد 8 كيلومترات عن هون)، مما أدى إلى سُقوط عشرات القتلى والجرحى في صُفوف الثوار فضلاً عن إلحاق أضرار بمحطة كهرباء المدينة.
في يوم الخميس 22 سبتمبر استمرَّت بعض الاشتباكات الخفيفة في أنحاء سبها بين الثوار وبقايا لقوات القذافي، وقال الثوار أنهم يُجرون مُفاوضات مع بعض القبائل التي لا زالت موالية له، فيما تمكنوا من قطع الطريق بين سبها وسرت في وجه كتائب القذافي. وفي اليوم ذاته أعلنَ الثوار «تحرير» منطقة الجفرة بالكامل، وأفادوا بأنهم بسطوا سيطرتهم على جميع مداخلها ومخارجها وكافة مقارِّها العسكرية بما في ذلك قاعدة الجفرة الجوية ورئاسة أركان الجيش الليبي، فضلاً عن مدن ودان وزلة وهون وسوكنة، وأعلنوا في البيان نفسه أن «كافة جنوب ليبيا أصبحَ محرراً». كما قالَ الثوار أنهم عثروا فيها على مستودع للمواد الكيماوية وبسطوا سيطرتهم عليه، وهوَ ما أثار الكثير من التساؤلات الدولية، إذ يُفترض أن ليبيا تخلصت من كافة موادها النووية منذ عام 2004، على الرغم من وُرود اعتقادات بوُجود حوالي 10 أطنان من غاز الخردل لا تزال مخزنة في موقع سريٍّ بالصحراء الليبية.
وبعدَ انتهاء المعركة تقريباً في معظم منطقة الجنوب الليبي، نجحَ الثوار في مساء يوم الجمعة 23 سبتمبر بالسيطرة - دون قتال - على مدينة تراغن الوَاقعة على مسافة 120 كيلومتراً جنوبَ سبها بعدَ حصار دامَ أيَّاماً.